# Кагарлицька Ольга Зіновіївна
Кагарли́цька Óльга Зінóвіївна (до шлюбу Пустовíт) (26 травня 1936, с. Янишівка (нині с. Іванівка) Ставищенського (нині Білоцерківського) району Київської обл. - 7 червня 2021, Київ) - українська літературна редакторка, громадська та культурна діячка,. дружина та сподвижниця письменника Миколи Федосійовича Кагарлицького.

## Життєпис
Народилась 1936 року на в с. Янишівка (нині - Іванівка) на Київщині у вчительській родині. 
Закінчила філологічний факультет Київського державного університету. Все життя пропрацювала літературною редакторкою у київських видавництвах "Дніпро" та "Мистецтво".
21 квітня 1970 року одружилась з письменником Миколою Кагарлицьким.
Відтоді всіляко підтримувала діяльність свого чоловіка, особливо після 1989 р., коли М. Кагарлицький важко захворів внаслідок побиття радянськими міліціонерами під час акції під Верховною Радою УРСР на підтримку української національної символіки.
З кінця 1970-х років подружжя Кагарлицьких мешкало на Оболоні.
У 2016 р. громада району ініціювала процес перейменування вулиці Маршала Тимошенка на вул. Миколи Кагарлицького. До кампанії з перейменування долучилась й Ольга Кагарлицька. В результаті громадських обговорень проєкт перейменування не набрав більшості голосів. У 2022 р. вулицю було перейменовано на честь Левка Лук'яненка, попередню пропозицію перейменування було відхилено.
Померла 7 червня 2021 року в м.Києві. Похована поруч із могилою чоловіка на Жулянському кладовищі м.Києва (Ділянка 2).

### Громадська та видавнича діяльність
За життя свого чоловіка активно долучалась разом із ним до подій пов'язаних з культурою України та національним відродженням.
Брала активну участь у відродженні в Україні Союзу українок.
Учасниця Помаранчевої революції та Революції Гідності.
Після смерті М. Кагарлицького у 2015 р. Ольга Кагарлицька стала зберігачкою та розпочала впорядковувати творчий спадок чоловіка. До нього входять численні рукописи праць, збірки різних артефактів пов'язаних із знаними діячами культури та мистецтва України тощо. Активно почала співпрацювати з відповідними українськими музеями. Всіляко популяризувала діяльність покійного письменника.
В 2018 році до Ольга Кагарлицька подарувала музею-садибі Катерини Білокур картину українського художника Матвія Донцова, що товаришував із Катериною Білокур.
В 2019 році видала книгу "Україна, батьку, в нас одна. Сповідь сина. Спогади про Миколу Кагарлицького", презентація якої відбулась 7 березня 2019 року в Національному музеї літератури України в м. Києві. В 2020 році видала книгу за рукописом Миколи Кагарлицького "Велич і трагедія Михайла Донця". Обидві книги видано особистим коштом Ольги Кагарлицької, а також за сприяння меценатів, зокрема письменниці Лесі Богуславець та ін. 

## Родина

Микола і Ольга Кагарлицькі

Батько - Зіновій Іванович Пустовіт, вчитель середньої школи. Як "ворог народу" засуджений до розстрілу Трійкою при УНКВС по Київській області 3 травня 1938 року. Вирок виконано 27 травня 1938 року. Похований у Биківнянському лісі. Реабілітований у 1956 році.
Мати - Ліна Мартинівна Ординська.
Чоловік - Микола Феодосійович Кагарлицький, письменник, мистецтвознавець та музикознавець, заслужений діяч мистецтв України. Лауреат премій імені Павла Чубинського, Катерини Білокур, Дмитра Нитченка.
Подружжя дітей не мало.